# 曼陀罗 (剧作)

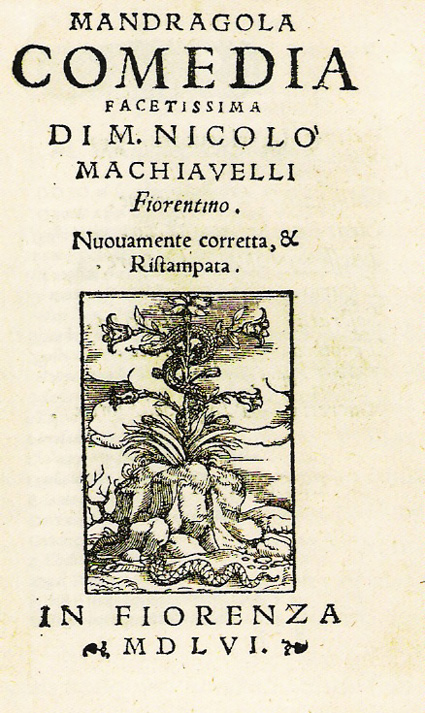
1556年第一次印刷时的封面

《曼陀罗》，是意大利文艺复兴时期哲学家马基雅维里的喜剧作品，为一五幕喜剧。于1524年出版并于1526年首次上演。确切写作时间不详，大约完成于1518年，当时马基雅维里借此来分散自己内心的苦痛，因为在1512年恢复美第奇家族统治之后他被排除在佛罗伦萨的外交和政治之外。一些学者读过他的剧后，认为这部剧是公开对美第奇家族的评判；还有一些学者认为这部剧是他政治论言的一面镜子。然而，马基雅维里在1504年佛罗伦萨共和国时期采取行动，表达他的挫败，不畏惧任何谴责对他或者他的作品不友好，冷酷的赞助者。

## 剧情梗概
曼陀罗历时24小时。 故事讲述了主角卡利马科（Callimaco）想和年轻貌美的卢克蕾佳（Lucrezia）发生关系，卢克蕾佳是年纪大，有点傻傻的尼洽（Nicia）的妻子。 尼洽一直想要个儿子作为他的继承人却未能如愿。 卡利马科假扮医生与一个臭名昭著的婚姻经纪人李古潦（Ligurio）和一个名叫提莫窦修士（Friar Timoteo）的腐败牧师两个人合谋。 他说服了尼西亚（Nicia）给卢克蕾佳（Lucrezia）服用曼陀罗，声称这会增加她的生育能力。他继续说，但是这有一个可怕的警示，曼陀罗会杀死第一个与卢克蕾佳发生性关系的男人。 李古潦（Ligurio）建议尼洽（Nicia）找到了一个不知情的傻瓜来做这件事。卢克蕾佳是不情愿的，但是（Lucrezia）最终被她的母亲和牧师说服了去完成她丈夫的心愿。 她允许伪装的卡利玛科和她发生关系，并且相信导致她打破婚姻誓言是出于神的天意，此后，她就更永久地接受他为她的爱人。

## 登场角色
卡利马科（Callimaco）：佛罗伦萨年轻商人
西罗（Siro）：卡利马科的仆人
尼洽老爷（Messer Nicia）：佛罗伦萨律师（公证人）
李古潦（Ligurio）：食客
索斯特拉塔（Sostrata）：卢克蕾佳之母
提莫窦修士（Friar Timoteo）：修士
一妇女（A woman）
卢克蕾佳（Lucrezia）:尼洽老爷之妻

## 中译本
《曼陀罗》，徐卫翔译，上海人民出版社，2003年1月。ISBN 978-7-208-04357-2.